# Carl Petersen
Pour les articles homonymes, voir Petersen.
Carl Petersen, né le 1er mai 1894 à Gundsølille (Danemark) et mort le 21 mai 1984, est un homme politique danois, membre des Sociaux-démocrates, ancien ministre et ancien député au Parlement (le Folketing).